# San Lorenzo (Uruapan)
San Lorenzo es una localidad del estado mexicano de Michoacán. Es parte del municipio de Uruapan.

## Toponimia
El nombre «San Lorenzo» hace referencia al santo patrono de la localidad: Lorenzo de Roma.

## Demografía
| Gráfica de evolución demográfica |
|                                  |

| Censo | Población |
| ----- | --------- |
| 1900  | 786       |
| 1910  | 792       |
| 1921  | 534       |
| 1930  | 721       |
| 1940  | 575       |
| 1950  | 906       |
| 1960  | 1278      |
| 1970  | 1637      |
| 1980  | 1785      |
| 1990  | 2667      |
| 2000  | 3516      |
| 2010  | 3971      |
| 2020  | 4975      |